# Mel Welles
Pour les articles homonymes, voir Welles.
Mel Welles, né Ira W. Meltcher le 17 février 1924 à New York et mort le 19 août 2005 à Norfolk (Virginie), est un réalisateur, producteur de cinéma, scénariste et acteur américain.

## Biographie
Welles est né Ira W. Meltcher dans le Bronx, à New York, fils de Max et Sally Grichewsky Meltcher. Il a grandi à Mount Carmel, en Pennsylvanie, et il est diplômé de la Mt. Carmel High School en 1940. Il a ensuite obtenu une licence en arts à l'université de Penn State, une maîtrise en arts à l'université de Virginie-Occidentale et un doctorat en psychologie à l'université Columbia.
Welles exerce plusieurs métiers au cours de sa vie : il est psychologue clinicien, disc-jockey à la radio, acteur de télévision, écrivain et réalisateur de films. Il fait un peu de théâtre avant de se rendre à Hollywood, où il apparait en 1953 dans son premier film, Les Révoltés de la Claire-Louise (1953) de Jacques Tourneur. Son rôle préféré (La Petite Boutique des horreurs de Roger Corman, 1960) est aussi le dernier qu'il joue aux États-Unis pendant de nombreuses années.
Au début des années 1960, il quitte les États-Unis pour s'installer à Rome et tourner en Europe plusieurs films de série B : en Angleterre Code of Silence (1960), en Suisse Un commerce tranquille (1964), en Espagne Le Baron vampire (1967), en Allemagne de l'Ouest Les Mercenaires de la violence (1968) et en Italie Lady Frankenstein, cette obsédée sexuelle (1971). Sa maîtrise de cinq langues s'est avérée très utile, puisqu'il a créé une société de doublage qui, selon ses propres estimations, a doublé plus de 800 films européens. Plus tard, il est retourné aux États-Unis, où il est apparu dans un certain nombre de films, a fait du doublage et a enseigné le doublage.
Il meurt à 81 ans d'un infarctus.

## Filmographie

### Réalisateur
- 1960 : Code of Silence
- 1964 : Un commerce tranquille
- 1967 : Le Baron vampire (La isla de la muerte)
- 1968 : Les Mercenaires de la violence (Die große Treibjagd)
- 1968 : Baroud à la Jamaïque (Llaman de Jamaica, Mr. Ward )
- 1971 : Lady Frankenstein, cette obsédée sexuelle (La figlia di Frankenstein)
- 1977 : Joyride to Nowhere

### Acteur
- 1953 : Les Révoltés de la Claire-Louise (Appointment in Honduras) de Jacques Tourneur
- 1960 : La Petite Boutique des horreurs (The Little Shop of Horrors) de Roger Corman
- 1962 : Le Cheik rouge (Lo sceicco rosso) de Fernando Cerchio